# 福島武山
福島 武山（ふくしま ぶざん、1944年9月26日 - ）は、日本の陶芸家。伝統工芸士・九谷焼作家。九谷赤絵細密画の第一人者。石川県金沢市生まれ。1963年に石川県立工業高校デザイン科を卒業。赤絵細描という技法を使用し、小紋や花鳥、風月、人物などを丁寧かつ細密に描く。1998年に、第23回全国伝統的工芸品コンクールのグランプリ・内閣総理大臣賞を受賞するなど、数々の賞を受賞。2003年には、石川県指定無形文化財（九谷焼技術保存会会員）に認定された。2008年、九谷焼伝統工芸士会会長に就任。現在、石川県能美市には、「福島武山工房」という名の陶芸教室などの施設がある。弟子は多数いるがほぼ女性。週に1日か2日程習いに行く外弟子制もあり過去には見附正康も習いに行っていた事は有名。